# NGC 7077
NGC 7077 é uma galáxia elíptica (E) localizada na direcção da constelação de Aquarius. Possui uma declinação de +02° 24' 53" e uma ascensão recta de 21 horas, 29 minutos e 59,5 segundos.
A galáxia NGC 7077 foi descoberta em 11 de Agosto de 1863 por Albert Marth.